# Lansium domesticum

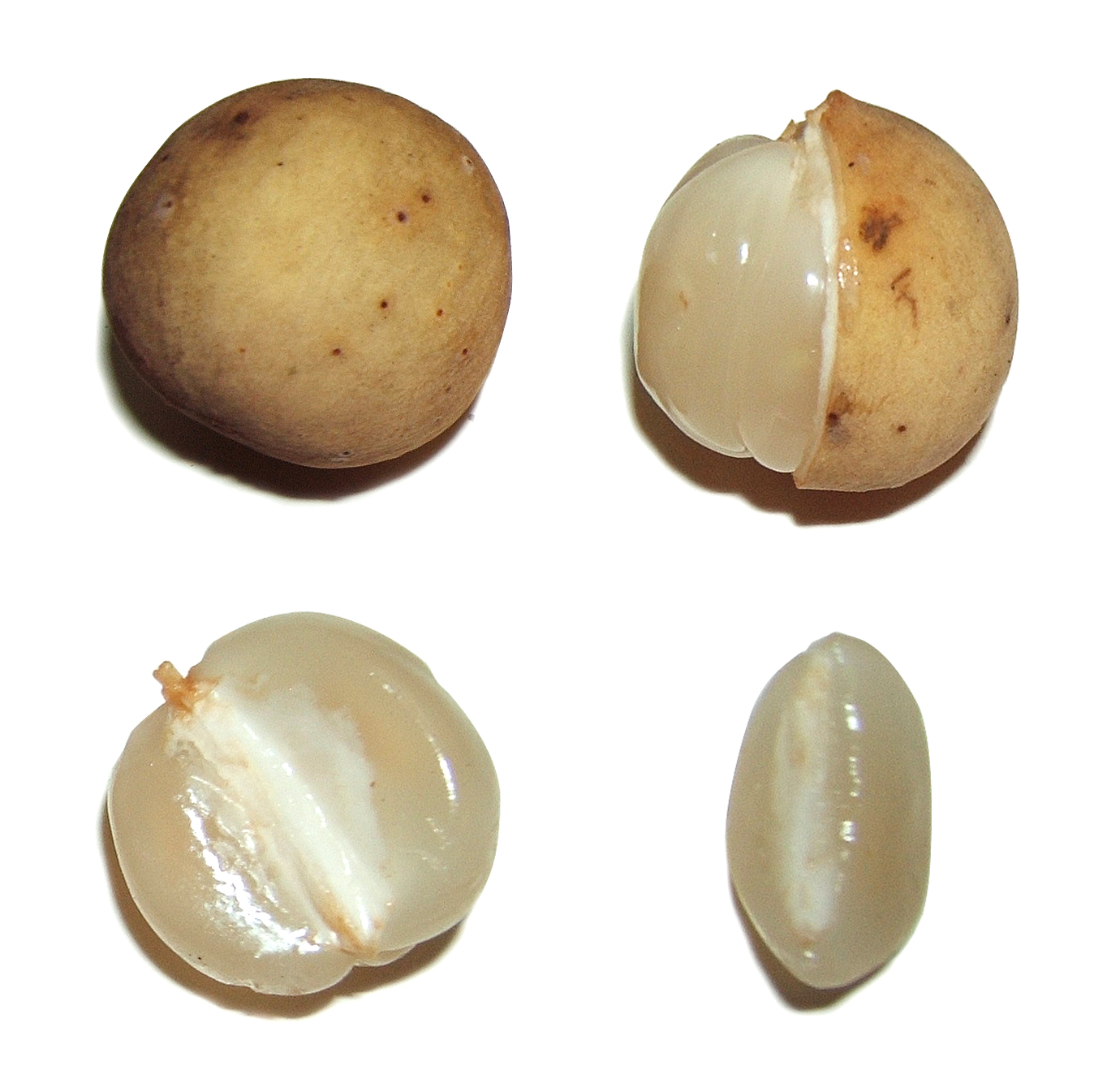
Fruit

Lansium domesticum és una espècie d'arbre amb un fruit tropical dins la família Meliaceae. Aquest fruit es pot anomenar el duku dolç o el langsat .

## Descripció
Lansium domesticum és un arbre que fa fins a 15 m d'alt.

### Fruit
Els fruits són ovoides de 5 cm de diàmetre i coberts per una pell gruixuda i coriàcia. La polpa està segmentada i és lleugerament àcida però més dolça en fruits ben madurs.

## Distribució
Lansium duranum és natiu de la península Malaia on es coneix sota el nom de Langsat.
Es cultiva a tot el sud-est asiàtic. A les filipines es coneix com a lanzones o langsa.

## Aspectes nutritius
Per 100 grams de fruit: 
- Carbohidrats 	7.8-14.2 g
- Proteïna 	0.4-0.7 g
- Calci 	10–19 mg
- Fòsfor 	20 mg
- Ferro 	1 mg
- Vitamina C 	4-13.4 mg